# Honnasettihalli, Chiknayakanhalli
Honnasettihalli là một làng thuộc tehsil Chiknayakanhalli, huyện Tumkur, bang Karnataka, Ấn Độ.